# Roland Garros 2003 (jeu vidéo)
Pour les articles homonymes, voir Roland Garros (homonymie).
Ne doit pas être confondu avec Internationaux de France de tennis 2003.
Roland Garros 2003 (ou NGT: Next Generation Tennis 2003) est un jeu vidéo de sport (tennis) développé par Carapace et édité par Wanadoo, sorti en 2003 sur Windows et PlayStation 2. Le jeu est sous licence officielle des Internationaux de France de tennis.

## Accueil
- Jeux Vidéo Magazine : 13/20 (PS2)[1]
- Jeuxvideo.com : 10/20 (PC)[2] - 10/20 (PS2)[3]
- Joystick : 4/10 (PC)[4]